# GIMEX-Hidraulika Kft.
A GIMEX-Hidraulika Kft. egy magyar tulajdonú, 1993-as alapítású győri vállalkozás, melynek fő profilja az alapítás óta hidraulikus termékek forgalmazása. 2001-től mechanikus és automatizált munkadarab befogás- és rögzítéstechnikai elemek forgalmazásával, ezekhez kapcsolódó szaktanácsadással és szolgáltatásokkal is foglalkozik.  

## Tevékenysége

### Kereskedelmi profilja
A cég rögzítéstechnikai elemekkel és hidraulikus eszközökkel kereskedik. Szervizeléssel és szaktanácsadással is foglalkozik.
A cég által forgalmazott alkatrészek és megoldások többek között az alábbiak:

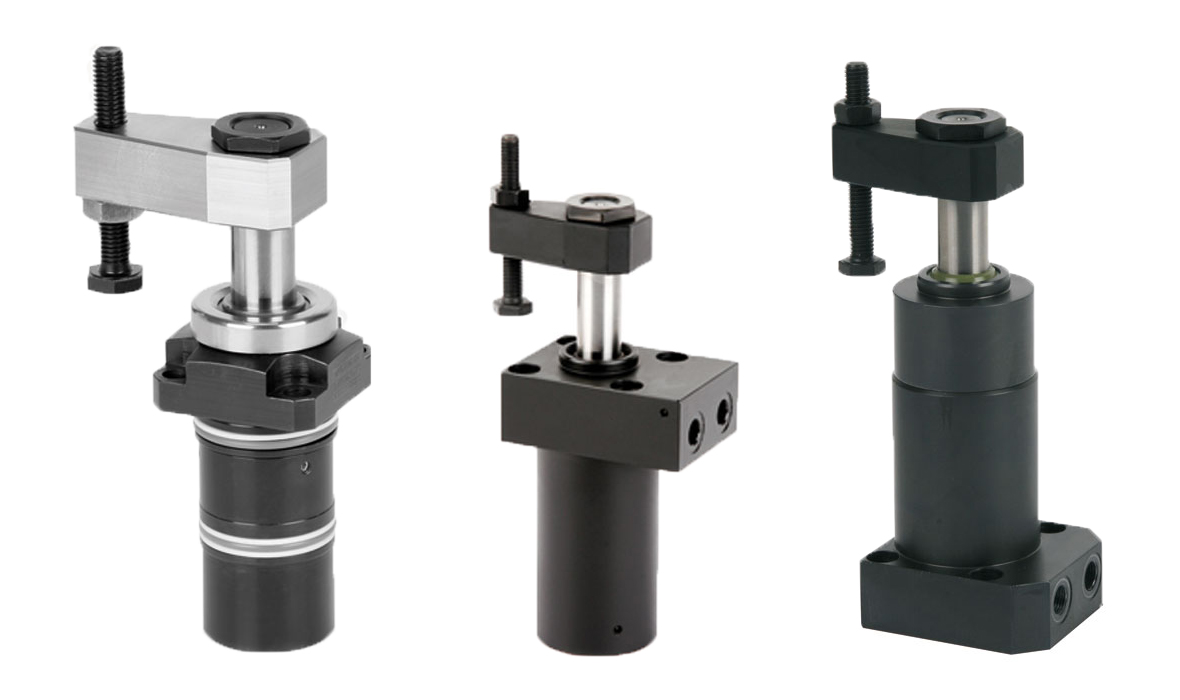
Roemheld hidraulikus lengőkaros befogók
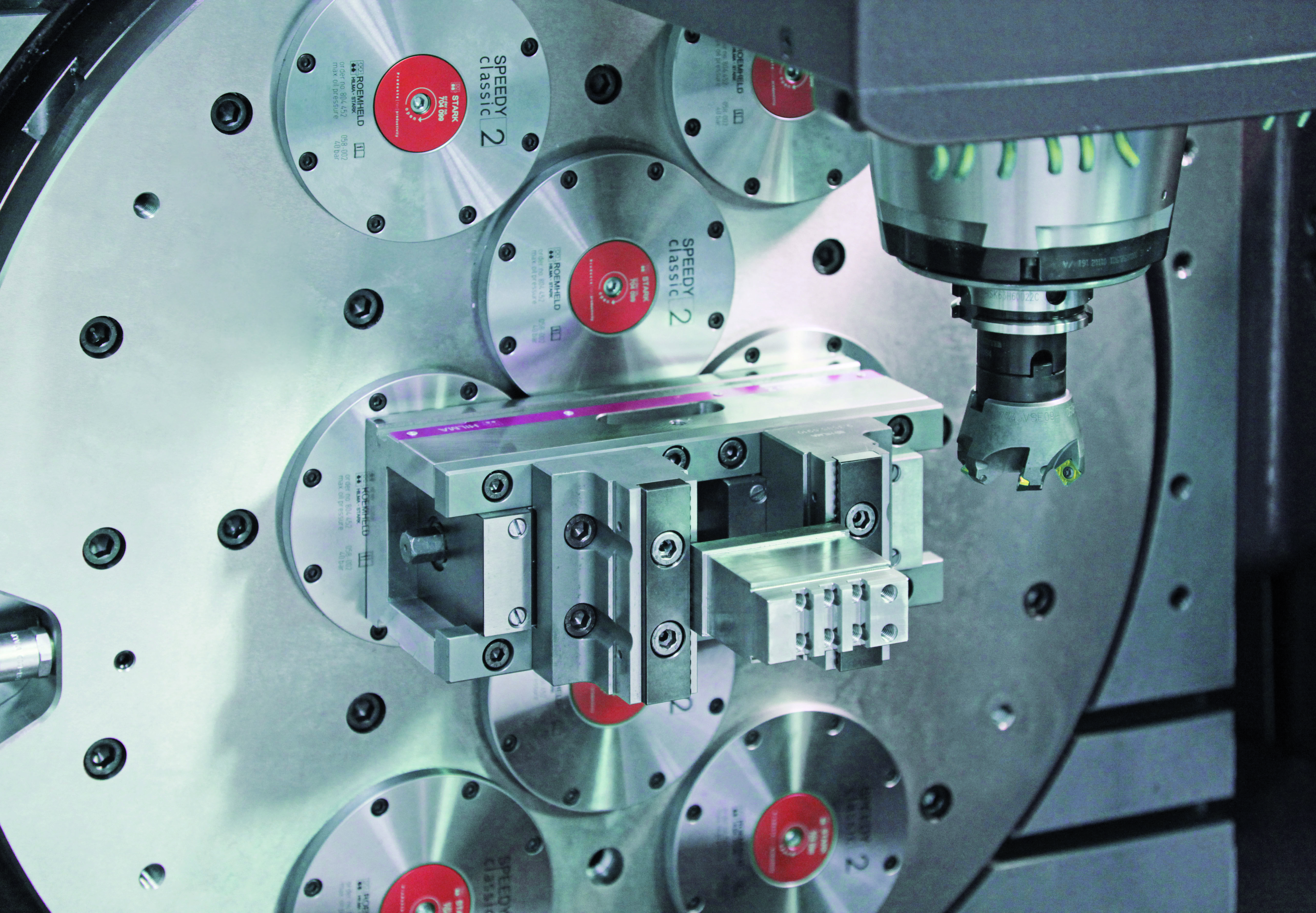
Stark nullpont-rendszermegoldás

### Szakmai együttműködései
- Korábban kihelyezett szemináriumi előadásnak is helyet adott a Gimex a Budapesti Gazdasági Főiskola „Pénzügyi válságkezelés” kurzus tanulói számára. Görcs Imre ügyvezető válságkezelési tapasztalatairól tartott előadást. A szeminárium elsősorban a kkv-szektor gazdasági kihívásainak, gyakorlati megoldásainak – főként a 2009-es gazdasági válság kezelésének – megismerésére irányult.
- 2015-ben a Kecskeméti Főiskolán a céggel együttműködésben tovább bővült a hallgatók számára fenntartott, gyakorlati oktatást támogató bemutatóterem a Halder EÖK (egyetemes elemekből összeállítható, modulrendszerű munkadarab-befogó készülékkészletek) rendszerével.[1]
- 2016-ban a Corvinus MBA Center partnere, a Munich Business School hallgatói nemzetközi hét keretében üzemlátogatáson vettek részt a Gimexnél.[2]
- Techtogether országos mérnökhallgatói csapatversenyen 4. alkalommal vesz részt a vállalat. 2017-ben a program a Mach-Tech és Ipar napjai kiállításon került megrendezésre.
- Középiskolai kereteken belül a cég 2017-ben először vett részt az évente megrendezendő Lukács-napon és Szakmák éjszakáján. A tanulók figyelmét a vállalat mindig játékos formában igyekszik felkelteni, 2017-ben például egy Hainbuch Manok befogóegység és erőmérő segítségével tesztelhették erejüket a diákok.
- A győri vállalkozás jó kapcsolatot ápol a Széchenyi István Egyetemmel. Vendégelőadók biztosításával részt vesz a gépészmérnökök, járműgépészek és járműmérnökök képzésében.
- A cég 2001 óta részt vesz a Mach-Tech és Ipar Napjai kiállításokon.

## Története
A GIMEX-Hidraulika Kft. eredetileg műszaki termékeket importált az országban működő hidraulikus felhasználó és munkahengergyártó cégek részére. Az első pár hónapban az ügyvezető egymaga intézte a cég ügyeit. Az első munkatárs 3 hónap múlva, az első mérnök munkatárs pedig 3 év múlva került a Gimex csapatába, 3 főre növelve a cég létszámát. Ekkor még a Gimex életének első helyszínén, a Tihanyi Árpád úton, 55 négyzetméteren folytatta tevékenységét.[forrás?]
Később az elsőnél ötször nagyobb helyre költözött a társaság,[mikor?] A cég 7. évében már 7 alkalmazottnak biztosított munkahelyet. A 10. évben pedig bevezetésre került az ISO 9001 minőségtanúsítási rendszer. A Gimex 11. üzleti évében megvette első önálló telephelyét, ami már 1300 négyzetméter nagyságú területen épült fel, a Selyem utca 1. szám alatt. 
2005-ben már 160 millió forintra emelkedett a cég éves forgalma, mely 2006-ra közel 400 millió forintra nőtt, 2007-ben pedig már elérte a félmilliárd forintot. A 2000-es évhez kapcsolódik egy fontos mérföldkő a cég életében, ekkor lett a GIMEX-Hidraulika Kft. a piacvezető német ROEMHELD befogástechnikai cég szerződéses, kizárólagos magyarországi forgalmazója. Ebben az időszakban már 2000 aktív partnere volt a vállalatnak, ebből 400 az autóiparból.
2014 májusában a vállalat területét 2500 négyzetméterre növelte.
2015-ben az alapító Görcs Imre halálát követően a vállalkozást lánya viszi tovább. A vállalkozás ma több piacvezető gyártót képvisel Magyarországon, többek között a német Roemheld, Roemheld-Hilma, Erwin Halder, Hainbuch, illetve az osztrák Roemheld-Stark vállalatokat. A cég éves árbevétele 2014-től meghaladja a nettó 1 milliárd forintot.

## Díjai, elismerései

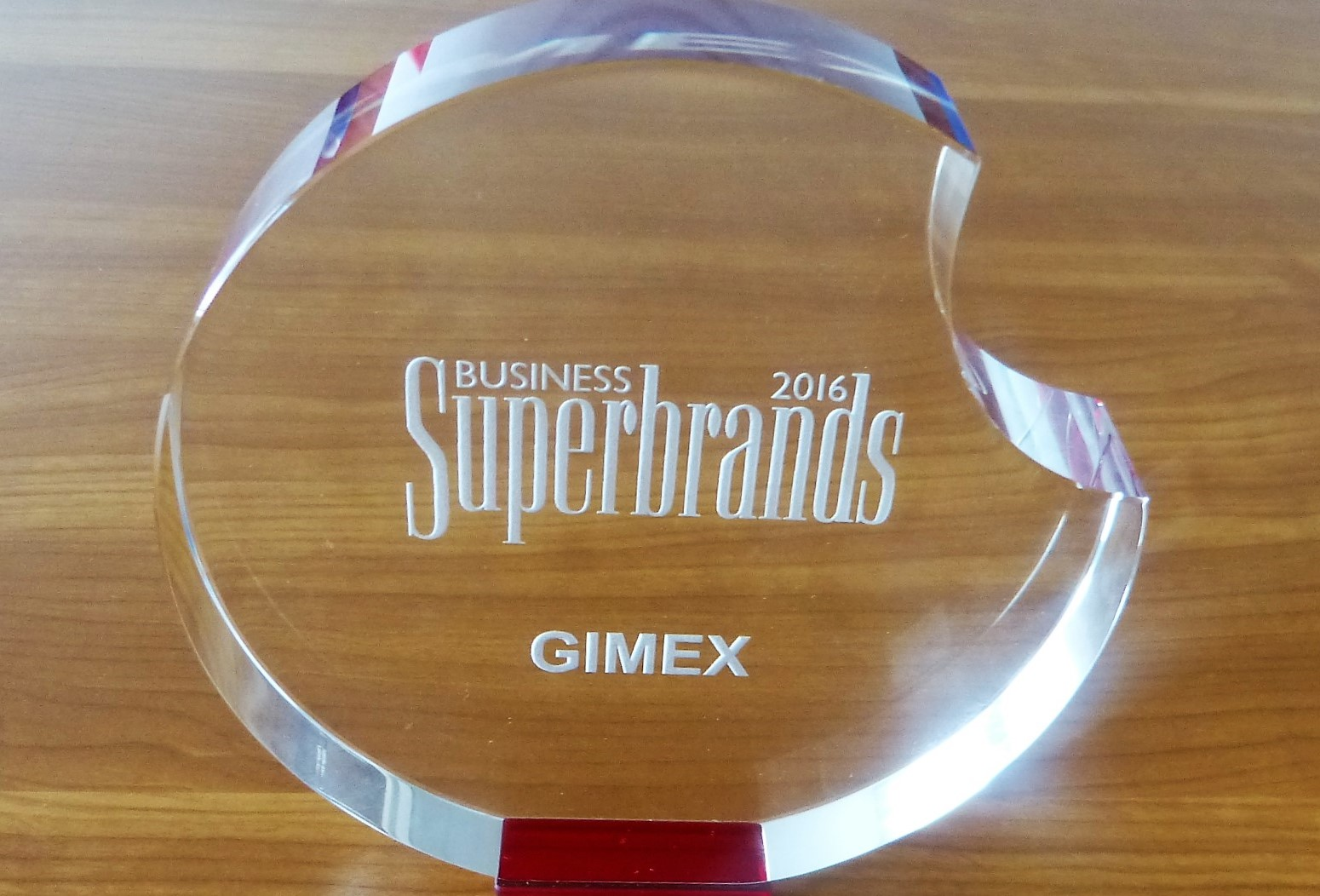
Business Superbrands 2016

- Business Superbrands 20162010: A Kisalföldi Presztízs díj "Az Év Kisvállalkozása" kategóriában[forrás?]
- 2014: Legjobb Női Munkahely I. helyezett a 250 fő alatti munkavállalót foglalkoztató munkáltatók kategóriában.[3]
- 2015: Győri Térség Gazdaságért díj[forrás?]
- 2015: Business Superbrands-díj (először)[forrás?]
- 2016: Business Superbrands-díj (másodszor)[4]
- 2016: Magyar Brands díj[5]

- 2017: Roemheld Website Award[6]
- 2017: Business Superbrands-díj (harmadszor)[forrás?]
- 2017: Bisnode tripla A gold minősítés[forrás?]

## Tagságai
- 2001-től: Magyar Járműalkatrészgyártók Országos Szövetsége
- Győr-Moson-Sopron Megyei Kereskedelmi és Iparkamara